# Phare de Cockspur Island
Le phare de Cockspur Island (en anglais : Cockspur Island Light) est un phare situé  sur un îlot au large de Cockspur Island (en), dans le chenal sud du fleuve Savannah, dans le comté de Chatham en Géorgie.
Il a été désactivé en 1909 et rallumé depuis 2007, à titre privé, et fait désormais partie du monument national de Fort Pulaski géré par le National Park Service.

## Historique
Ce phare a été construit à l'origine comme une balise de jour sans lumière pour indiquer l'entrée du chenal sud de la rivière Savannah. La construction a duré de mars 1837 à novembre 1839. Le phare est construit sur un lit d'huîtres et de moules. Ce phare est unique en ce que sa base est en forme de proue de bateau pour réduire l’impact des vagues sur la structure.
En 1848, il a été équipé de lampes et de réflecteurs. Il abritait une lumière blanche fixe composée de cinq lampes munies de réflecteurs qui brillaient jusqu'à 14 km à une hauteur de 7,6 m au-dessus du niveau de la mer. Il a été endommagé par un ouragan en 1854. La lumière a été éteinte pendant un certain temps pendant la guerre de Sécession lors de la bataille qui a entraîné la défaite de Fort Pulaski. Le phare n'a subi que peu ou pas de dégâts, même s'il était en ligne de mire. Il a été rallumé en 1866.
Le 1er juin 1909, le feu est finalement éteint, car le chenal sud est peu utilisé, à la différence du chenal nord plus profond et plus large. L'United States Coast Guard a cédé le contrôle de ce phare au National Park Service le 14 août 1958. Outre le monument national dans son ensemble, le phare est inscrit au registre national des lieux historiques au titre du Fort Pulaski. De 1995 à 2000, les parties supérieures du phare ont été restaurées, même si les fondations doivent encore être protégées de l'action des vagues et de l'érosion par les marées.
Le 18 mars 2007 à 19 h 30, le phare a été rallumé lors d’une cérémonie organisée par le National Park Service et la US Coast Guard. Début 2013, des roches supplémentaires ont été ajoutées autour du phare afin de le protéger des forts courants à marée haute. Le phare n'est pas actuellement ouvert au public. En 2005, le Service des parcs nationaux avait tracé un chemin menant du Fort Pulaski au phare, afin de permettre aux visiteurs de se rapprocher au plus près. Le sentier commence du côté nord-est du fort et mesure environ 1,3 km. À marée basse, les randonneurs peuvent se rendre à environ 180 mètres du phare.

## Description
Le phare   est une tour cylindrique en brique avec galerie et lanterne de 14 m de haut. La tour est peinte en blanc.
Il émet, à une hauteur focale de 12,5 m, un flash blanc par période de 4 secondes. Sa portée est de 9 milles nautiques (environ 17 km).
Identifiant : ARLHS : USA-181 ; USCG : 3-4661 ; Admiralty : J2803.4 .

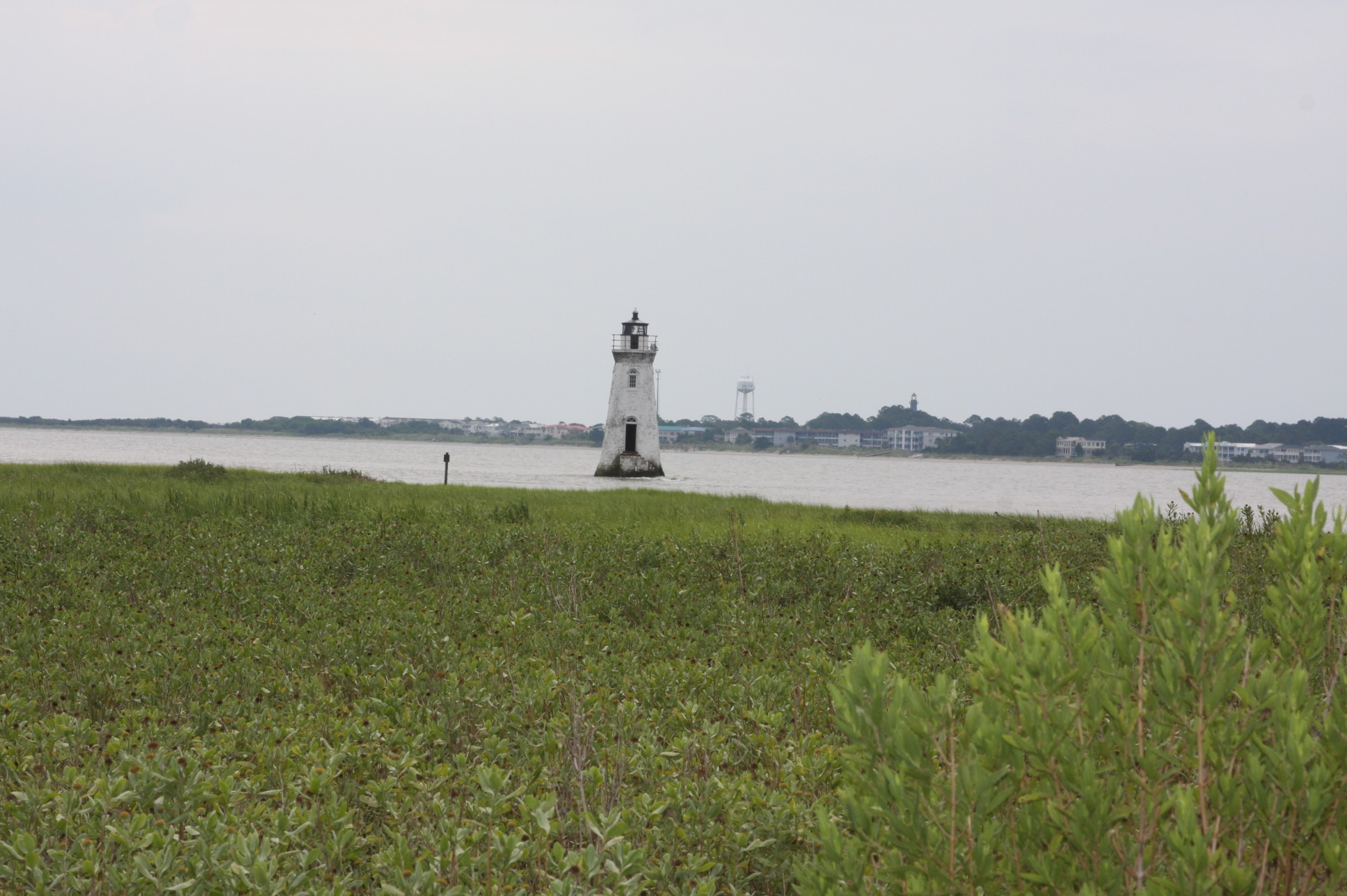
Cockspur Island
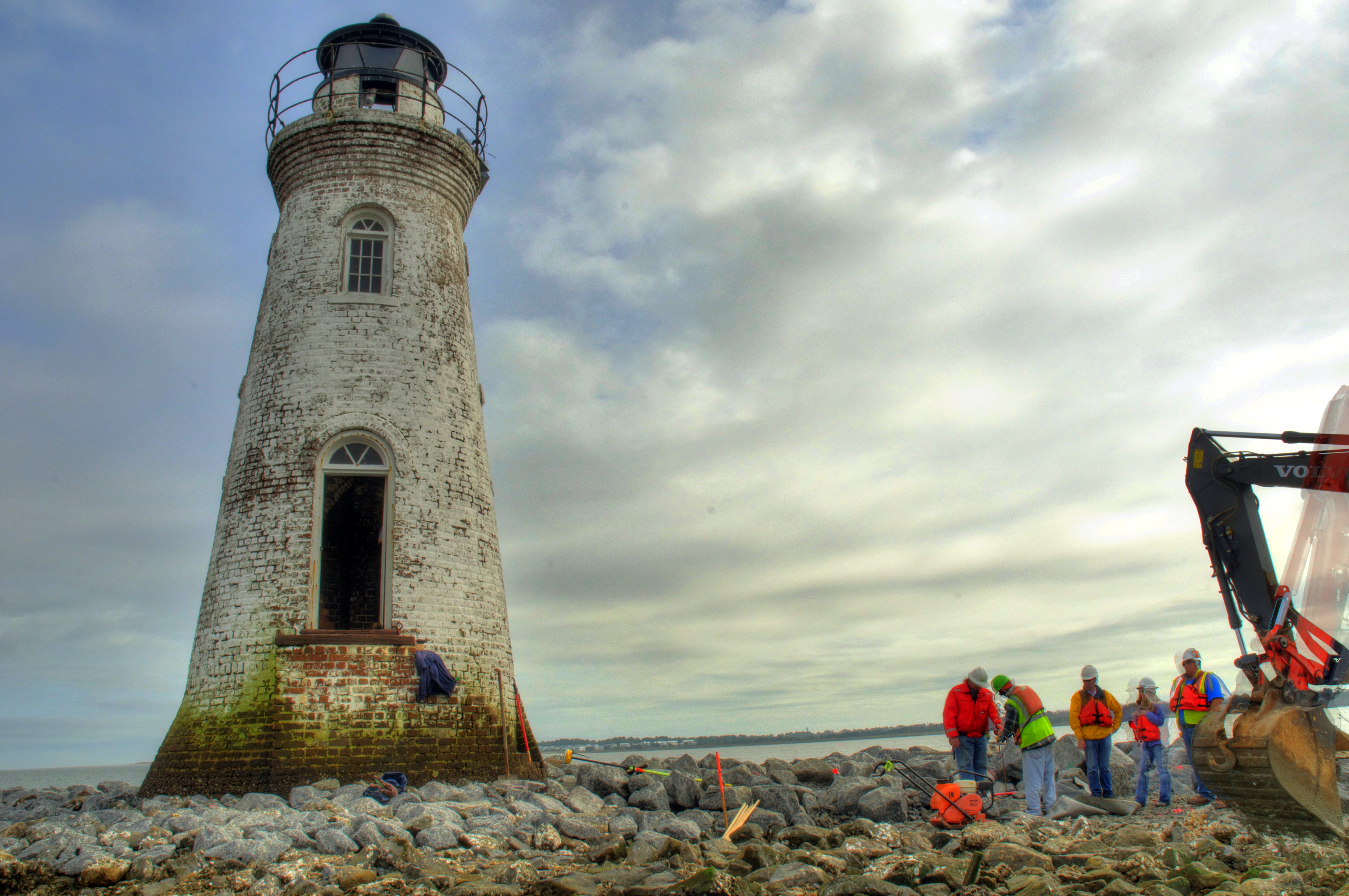
Le phare

### Lien connexe
- Liste des phares de Géorgie